# Пінязьке сільське поселення
Піня́зьке сільське поселення — муніципальне утворення в складі Каракулинського району Удмуртії, Росія. Адміністративний центр — присілок Пінязь.

## Історія
Поселення утворене 2005 року шляхом адміністративної реформи з Пінязької сільської ради, яка була виділена 1989 року зі складу Арзамасцевської сільради.
Голова поселення:
- 2005-2008 — Бєлослудцева Наталія Леонідівна
- з 2008 — Котова Валентина Геннадіївна

## Населення
Населення становить 564 особи (2019, 695 у 2010, 842 у 2002).

## Склад
До складу поселення входять такі населені пункти:
| Населений пункт  | Населення, осіб (2002) | Населення, осіб (2010) |
| ---------------- | ---------------------- | ---------------------- |
| Котово, присілок | 257                    | 212                    |
| Пінязь, присілок | 326                    | 288                    |
| Черново, село    | 259                    | 195                    |

## Господарство
У 2010 році АПК поселення виробило 3,5 тисячі тонн зерна при врожайності 11,4 ц/га, 160 тонн м'яса при поголів'ї 2 тисячі голів великої рогатої худоби, та 2,2 тисячі тонн молока при надої 4,3 тисячі кг від корови. У поселенні діють середня школа та садочок, 2 бібліотеки, 3 клуби та 3 фельдшерсько-акушерські пункти.